# アジアインドアゲームズ
アジアインドアゲームズ（Asian Indoor Games）は、アジアオリンピック評議会 (OCA) により開催されたスポーツ競技大会である。アジア室内競技大会とも呼ばれ、2005年に第1回大会が開催された。

## 概要
アジア競技大会、アジア冬季競技大会やオリンピックにない競技が中心である。競技種目には、エアロビクスをはじめ、室内陸上競技、ダンススポーツ、フットサル、フープセパタクロー、ムエタイ、室内自転車競技、水泳（短水路）などが含まれ、2007年の第2回大会からはエレクトロニック・スポーツやチェス、シャンチーのようなマインドスポーツも行われた。
2011年大会は中止が決定。2013年大会からは、一旦2009年大会で分離されたアジアマーシャルアーツゲームズ（アジア格闘技大会）を吸収し、「アジアインドア・マーシャルアーツゲームズ」に改め、4年に1度の開催になるとともに格闘技も行われることとなった。

## アジアインドアゲームズの歴史

### アジアインドアゲームズとして
- 2005年 - 第1回 - バンコク（タイ王国）
- 2007年 - 第2回 - マカオ（中国）
- 2009年 - 第3回 - ハノイ（ベトナム）
- 2011年 - 中止[1]

### アジアインドア・マーシャルアーツゲームズとして
- 2013年 - 第4回 - 仁川（大韓民国）
- 2017年 - 第5回 -  アシガバート（トルクメニスタン）
- 2024年[2] - 第6回 - バンコク・チョンブリー（タイ王国）
- 2025年 - 第7回 - リヤド（サウジアラビア）